# Daniel Prodan
Daniel Claudiu Prodan (Satu Mare, 23 de março de 1972 — Voluntari, 16 de novembro de 2016) foi um futebolista e treinador de futebol romeno. Jogou a Copa de 1994 e a Eurocopa de 1996.

## Carreira

### Clubes
Por clubes, Prodan atuou por 12 anos. Iniciou sua carreira em 1991, defendendo o Olimpia Satu Mare, de sua cidade natal. Conseguiu destaque atuando no Steaua Bucareste, onde esteve entre 1992 e 1996, marcando 10 gols em 121 jogos. Teve ainda passagens por Atlético de Madri (1997–98, 34 partidas e 4 gols) e Rangers (1998–2001, 68 partidas).
A partir de 2000, as contusões, que foram uma constante na carreira de Prodan, começaram a minar seu espaço nas demais equipes em que ele jogou: na segunda passagem do zagueiro no Steaua (por empréstimo), em 2000, atuou apenas uma vez. Tentou se reencontrar no inexpressivo Rocar, pequena agremiação da capital romena, onde marcou 3 gols em 15 partidas. Entre 2001 e 2003, passou sem nenhum destaque por Naţional Bucareste e Messina, até encerrar sua carreira com apenas 31 anos.
Em 2006, teve sua única experiência como técnico, na equipe Sub-21 da Romênia.

## Seleção Romena
Pela Seleção Romena de Futebol, Prodan disputou 54 partidas e marcou um gol, contra a Eslováquia, em 1994. Na Copa realizada nos Estados Unidos, foi titular da equipe que chegou até as quartas-de-final, onde capitulou frente à Suécia na decisão por pênaltis. 
Esteve ainda na Eurocopa de 1996, mas o selecionado liderado por Gheorghe Hagi não repetiu o desempenho de 2 anos antes, e caiu na primeira fase, sem pontuar. Aquela foi a última competição internacional disputada por Prodan, que acabou esquecido por Anghel Iordănescu para a Copa de 1998 e para a Eurocopa de 2000, com Emerich Jenei no comando técnico.

## Morte
Morreu em 16 de novembro de 2016, após sofrer um infarto, aos 44 anos. Em homenagem ao ex-zagueiro, o Stadionul Olimpia, em Satu Mare, foi rebatizado como Stadionul Daniel Prodan em fevereiro do ano seguinte.